# Campeonato Africano de Atletismo de 2016 - Salto triplo feminino
A prova do salto triplo feminino do Campeonato Africano de Atletismo de 2016 foi disputada no dia 26 de junho  no Kings Park Stadium  em Durban, na África do Sul. Participaram da prova 12 atletas sendo que 11 concluíram a prova. 

## Recordes
Antes desta competição, os recordes mundiais e do campeonato nesta prova eram os seguintes:
|                       | Nome                   | Nacionalidade | Distância | Local      | Data                 |
| --------------------- | ---------------------- | ------------- | --------- | ---------- | -------------------- |
| Recorde mundial       | Inessa Kravets         | Ucrânia       | 15m 50cm  | Gotemburgo | 10 de agosto de 1995 |
| Recorde do campeonato | Françoise Mbango Etone | Camarões      | 14m 95cm  | Tunes      | 7 de agosto de 2002  |
| Recorde africano      | Françoise Mbango Etone | Camarões      | 15m 39cm  | Pequim     | 17 de agosto de 2008 |

## Medalhistas
| Ouro            | Prata                         | Bronze                    |
| Nadia Eke (GHA) | Joëlle Mbumi Nkouindjin (CMR) | Patience Ntshingila (RSA) |

## Cronograma
Todos os horários são locais (UTC+2). 
| Data        | Hora  | Evento |
| ----------- | ----- | ------ |
| 26 de junho | 17:05 | Final  |

## Resultado final
| Posição           | Atleta                  | Nacionalidade   | Distância | Notas            |
| ----------------- | ----------------------- | --------------- | --------- | ---------------- |
| Medalha de ouro   | Nadia Eke               | Gana            | 13.42w    |                  |
| Medalha de prata  | Joëlle Mbumi Nkouindjin | Camarões        | 13.37     |                  |
| Medalha de bronze | Patience Ntshingila     | África do Sul   | 13.24     |                  |
| 4                 | Eleonore Bailly         | Costa do Marfim | 13.03     | Recorde nacional |
| 5                 | Sokhna Safietou Kante   | Senegal         | 13.00     |                  |
| 6                 | Sangone Kandji          | Senegal         | 12.98     |                  |
| 7                 | Deborah Acquah          | Gana            | 12.70     |                  |
| 8                 | Cathrine Makaya         | Zimbabwe        | 12.62     |                  |
| 9                 | Asmaa Hawala            | Egito           | 12.34     |                  |
| 10                | Nyebolo Uguda           | Etiópia         | 12.28     |                  |
| 11                | Sandra Tavares          | Cabo Verde      | 11.62     |                  |
| 12                | Zinzi Chabangu          | África do Sul   | DNS       |                  |

Legenda
| Recorde mundial       | Recorde mundial (World record)               |                       | Recorde africano                      | Recorde africano (African) |                                           | Q | Classificado por posição (Qualified) |
| Recorde do campeonato | Recorde do campeonato (Championship record)  | Recorde da América    | Recorde da América (Americas)         | q                          | Classificado por melhor tempo (Qualified) |   |                                      |
| Melhor marca do ano   | Melhor marca do ano (World leading)          | Recorde asiático      | Recorde asiático (Asian)              | DNS                        | Não largou (Did not start)                |   |                                      |
| Recorde nacional      | Recorde nacional (National record)           | Recorde europeu       | Recorde europeu (European)            | DNF                        | Não terminou (Did not finish)             |   |                                      |
| Recorde pessoal       | Recorde pessoal do atleta (Personal best)    | Recorde da Oceania    | Recorde da Oceania (Oceania)          | DSQ / DQ                   | Desclassificado (Disqualified)            |   |                                      |
| Recorde da temporada  | Recorde da temporada do atleta (Season best) | Recorde sul-americano | Recorde sul-americano (South America) | NM                         | Sem marca (No mark)                       |   |                                      |